# Rolph Schroeder
Rolph Schroeder (* 28. September 1900 in Düsseldorf; † 16. Oktober 1980 in Kassel) war ein deutscher Violinist, der durch seine Interpretationen mit einem Rundbogen bekannt wurde.

## Biographie

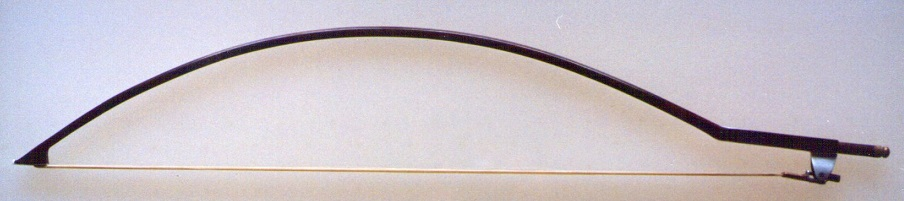
Rundbogen von Rolph Schroeder

Bereits im Alter von 5 Jahren stellte man bei Rolph Schroeder die Fähigkeit des „absoluten Gehörs“ fest. Mit 6 Jahren wurde er am Düsseldorfer Konservatorium als Geigenschüler angenommen. Mit 12 Jahren wechselte er an die Musikhochschule Berlin, wo er von Henri Marteau unterrichtet wurde. Von 1921 bis 1925 war er 1. Konzertmeister in Norrköping/Schweden, dann 1. Konzertmeister beim Rundfunkorchester in Frankfurt/Main. In das Jahr 1932 fällt die Gründung des „Schroeder-Quartetts“: 1. Violine - Rolph Schroeder, 2. Violine - Willi Rullmann, Viola - Otto Geese und Violoncello - Hanns Berckmann. Von 1932 bis 1947 war Schroeder 1. Konzertmeister am Staatstheater Kassel, dann in der gleichen Funktion bis 1949 bei der Dresdner Philharmonie.
Im Jahr 1928 begann er, angeregt durch Lektüre des Buchs von Albert Schweitzer über Johann Sebastian Bach, mit der Konstruktion eines Rundbogens, der ein polyphones Spiel an der Violine ermöglicht. Mit diesem Rundbogen trat er erstmals am Frankfurter Rundfunksender mit der Interpretation der Bachschen Solosonaten und -partiten an die Öffentlichkeit. Schon im Jahr 1932, hörte ihn Albert Schweitzer in Frankfurt mit dem Vortrag der Bachschen Solosonaten. Dies führte 1933 zu dem Solokonzert für die Mitglieder der „Societé des Amis du Conservatoire“ in Straßburg, wo Albert Schweitzer den Einführungsvortrag hielt und später auch darüber berichtete.
Durch Kriegseinwirkungen und den Verlust sämtlicher Habe, auch seines Rundbogens, unternahm Schroeder eine Neukonstruktion des Rundbogens und kontaktierte erneut 1949 Albert Schweitzer. 1950 verfasste Schröder zum 200. Todesjahr von Bach einen Artikel über das mehrstimmige Spiel an der Geige für die Deutsche Bach-Gesellschaft. 1952 erfolgte, in Anwesenheit von Albert Schweitzer, seine Schallplattenaufnahme (Columbia Records, U.S.A.) sämtlicher Solosonaten und -partiten von Bach mit dem Rundbogen in Günsbach/Elsaß. In seinem Buch über den Rundbogen erklärt Rudolf Gähler, ein Schüler von Rolph Schroeder, eingehend die historischen und persönlichen Zusammenhänge, die zur Konstruktion von Schröders Rundbogen führten. Ein weiterer Schüler ist Hartmut Lindemann, der ebenfalls über seinen Lehrer Rolph Schroeder berichtet.
1967 wurde Rolph Schroeder die Albert-Schweitzer-Medaille (Bronze) in München verliehen. Er starb am 16. Oktober 1980 in Kassel.